# Zapora Miguel Alemán
Zapora Miguel Alemán – zapora i elektrownia wodna na rzece Tonto, zlokalizowana w regionie Papaloapan (Stan Oxaca)  w Meksyku. Powstanie zapory doprowadziło do utworzenia Jaziora Miguel Alemán, sztucznego zbiornika wodnego o powierzchni 47,8 tys. hektarów. 
Podstawowym celem powstania zapory jest kontrola przeciwpowodziowa regionu Papaloapan. W tym celu zapora współpracuje z tamą Cerro de Oro, zlokalizowaną na rzece Santo Domingo.  
Budowa zapory rozpoczęta została w 1949 roku, w okresie prezydentury Miguela Alemána. Oddanie zapory do użytku i początek spiętrzania sztucznego rezerwuaru wodnego przypada na 1952 rok. Długość zapory wodnej wynosi 830 metrów. Zlokalizowana na wschód od zapory elektrownia wodna Temascal, produkuje rocznie energię elektryczną o mocy 725 milionów kilowatów.  
Konsekwencją powstania zapory stało się zatopienie obszaru o powierzchni 47,8 tys. hektarów i przesiedlenie około 20-25 tysięcy Indian należących do plemienia Mazatec.